# Coatepec, Veracruz
Coatepec är en kommunhuvudort i Mexiko.   Den ligger i kommunen Coatepec och delstaten Veracruz, i den sydöstra delen av landet, 230 km öster om huvudstaden Mexico City. Coatepec ligger 1 202 meter över havet och antalet invånare är 48 453.
Terrängen runt Coatepec är huvudsakligen kuperad, men den allra närmaste omgivningen är platt. Runt Coatepec är det ganska tätbefolkat, med 100 invånare per kvadratkilometer. Närmaste större samhälle är Xalapa, 10,0 km nordost om Coatepec. I omgivningarna runt Coatepec växer i huvudsak städsegrön lövskog.